# Monolithe de Sardières
Le monolithe de Sardières est une aiguille de cargneule située en France, au-dessus du village de Sardières, sur la commune de Val-Cenis, dans le département de la Savoie en région Rhône-Alpes.
C'est en ce lieu situé au pied du massif de la Vanoise en Haute-Maurienne que la cérémonie d'ouverture du parc national de la Vanoise s'est déroulée le 26 juin 1965.
Le monolithe s'élève sur une hauteur de 93 mètres dans une forêt de résineux classée comme site Natura 2000.

## Situation géographique
Le monolithe de Sardières est situé sur la commune de Val-Cenis à 1 670 mètres d'altitude, dans le parc national de la Vanoise. Il surplombe la vallée de la Haute-Maurienne sur son versant nord et fait face au massif du Mont-Cenis et la chaîne frontalière d'Ambin. Seule sa cime est visible malgré sa hauteur car cerné par une épaisse forêt de hauts résineux. Cette forêt est par ailleurs classée Natura 2000 pour ses essences de mélèzes, pins à crochets, et pins cembros ainsi que pour sa flore rare telle la bruyère des neiges s'épanouissant à ses pieds.

## Description
Le monolithe est composé de cargneule s'élevant sur 93 mètres au-dessus du sol sur un axe vertical relativement droit. Ces roches calcaires dolomitiques, compactes et dures, ont ainsi résisté à l'érosion subie par le site et ont été peu à peu débarrassées des roches moins résistantes qui l'entouraient. 

## Tourisme
Le site du monolithe, en accès libre, est un important site touristique. Il est accessible par la route au départ d'Aussois et de Sardières et par des sentiers de randonnée. Deux circuits font le tour du roc, bordés de tables de lecture sur la faune et la flore environnante. Le monolithe est également prisé des amateurs d'escalade, pouvant compter sur la présence d'équipements récents (broches scellées) pour protéger leurs ascensions sur sa face sud comprenant deux voies principales : « la Classique Paquier » et « le Dieu des Elfes ». Sa première ascension fut réalisée par Michel Paquier en 1957.

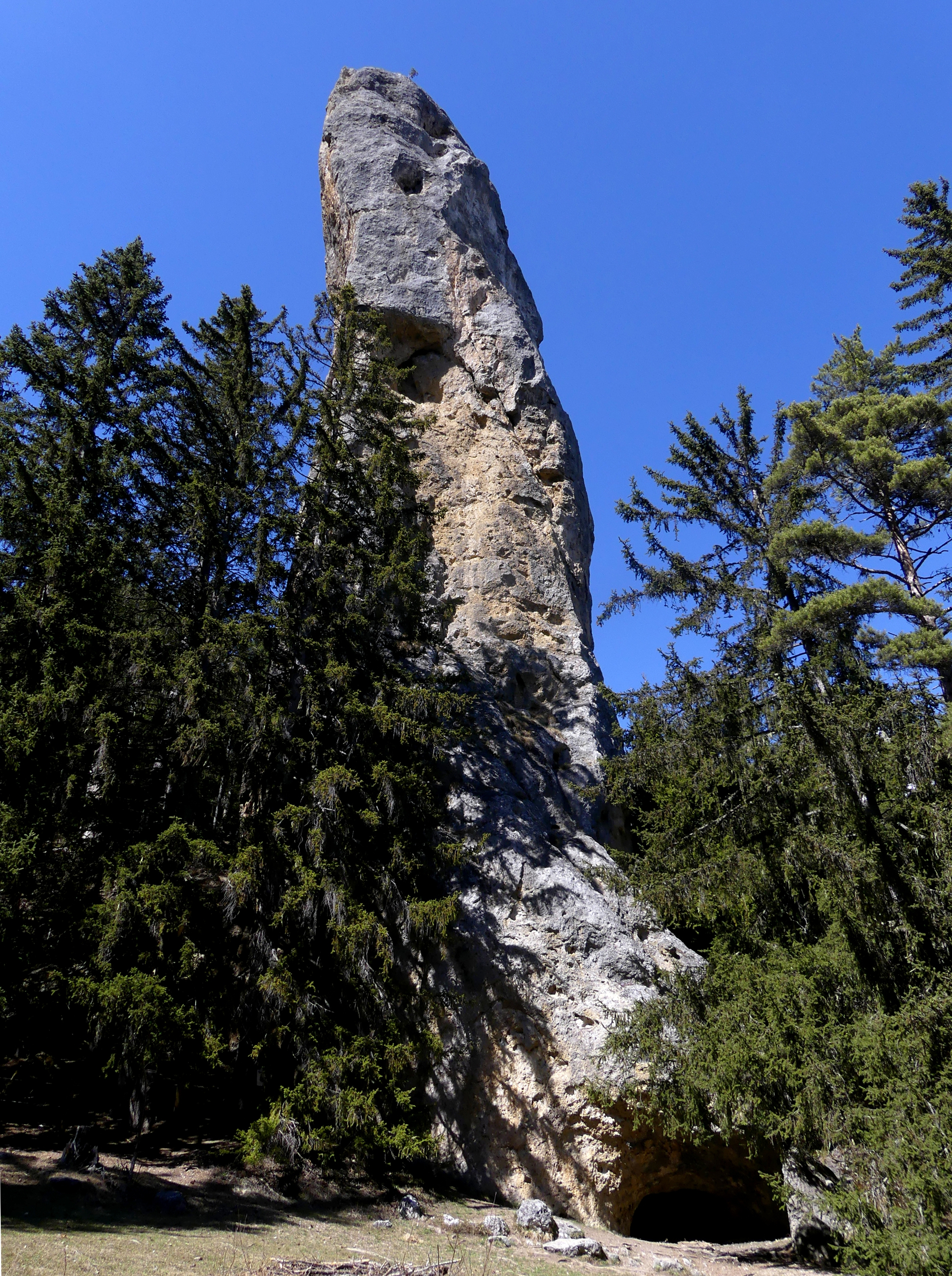
Le monolithe dans sa totalité.